# Charles Lennox, 4.º Duque de Richmond
Charles Lennox, 4.º Duque de Richmond, 4.º Duque de Lennox, 4.º Duque de Aubigny KG PC (9 de dezembro de 1764 - 28 de agosto de 1819) foi um político e nobre britânico. Foi Lorde Tenente da Irlanda e Governador-geral da América do Norte Britânica.